# Alpine A523
Chronologie des modèles (2023)
Alpine A522 Alpine A524
L'Alpine A523 est la monoplace de Formule 1 engagée par l'écurie française Alpine F1 Team dans le cadre de la saison 2023 du championnat du monde de Formule 1. Elle est pilotée par le duo français constitué d'Esteban Ocon et de Pierre Gasly.

## Présentation
Les premiers tours de piste de l'A523 se déroulent le 13 février 2023 sur le circuit de Silverstone où Esteban Ocon et Pierre Gasly effectuent une vingtaine de tours pour une distance totale de 100,147 km. La monoplace est présentée officiellement le 16 février 2023 à Londres. Tout comme la saison précédente, l'Alpine A523 arbore deux livrées au cours de la saison ; une rose pour les trois premières manches à Bahreïn, à Djeddah et à Melbourne et une bleue pour les manches suivantes.
Sur un plan technique, de nombreux changements sont apportés à la monoplace : le nez ainsi que l’aileron avant sont surélevés, tout comme la sortie de refroidissement arrière. Par ailleurs, la partie centrale du ponton à rampe descendante est davantage creusée afin d’orienter le flux d'air vers l'arrière. Le système de refroidissement est réduit et la taille des prises d'air diminuée. Les ailettes des rétroviseurs sont divisées en trois parties. La voiture est, cette fois-ci, équipée d’une suspension à poussoirs à l'arrière, ce qui contribue à réduire le poids de la monoplace.

## Résultats en championnat du monde de Formule 1
| Saison | Écurie             | Moteur                               | Pneus   | Pilotes      | Courses | Courses | Courses | Courses | Courses | Courses | Courses | Courses | Courses | Courses | Courses | Courses | Courses | Courses | Courses | Courses | Courses | Courses | Courses | Courses | Courses | Courses | Points inscrits | Classement |
| Saison | Écurie             | Moteur                               | Pneus   | Pilotes      | 1       | 2       | 3       | 4       | 5       | 6       | 7       | 8       | 9       | 10      | 11      | 12      | 13      | 14      | 15      | 16      | 17      | 18      | 19      | 20      | 21      | 22      | Points inscrits | Classement |
| ------ | ------------------ | ------------------------------------ | ------- | ------------ | ------- | ------- | ------- | ------- | ------- | ------- | ------- | ------- | ------- | ------- | ------- | ------- | ------- | ------- | ------- | ------- | ------- | ------- | ------- | ------- | ------- | ------- | --------------- | ---------- |
| 2023   | BWT Alpine F1 Team | Renault E Tech RE23 V6 turbo hybride | Pirelli |              | BAH     | SAU     | AUS     | AZE     | MIA     | MON     | ESP     | CAN     | AUT     | GBR     | HON     | BEL     | P-B     | ITA     | SIN     | JAP     | QAT     | USA     | MEX     | SAO     | LAS     | ABU     | 120             | 6e         |
| 2023   | BWT Alpine F1 Team | Renault E Tech RE23 V6 turbo hybride | Pirelli | Pierre Gasly | 9e      | 9e      | 13e*    | 14e     | 8e      | 7e      | 10e     | 12e     | 10e     | Abd.    | Abd.    | 11e     | 3e      | 16e     | 6e      | 10e     | 12e     | 6e      | 11e     | 7e      | 11e     | 13e     | 120             | 6e         |
| 2023   | BWT Alpine F1 Team | Renault E Tech RE23 V6 turbo hybride | Pirelli | Esteban Ocon | Abd.    | 8e      | 14e*    | 15e     | 9e      | 3e      | 8e      | 8e      | 14e     | Abd.    | Abd.    | 8e      | 10e     | Abd.    | Abd.    | 9e      | 7e      | Abd.    | 10e     | 10e     | 4e      | 12e     | 120             | 6e         |

Légende : ici 
- *Le pilote n'a pas terminé la course mais est classé pour avoir parcouru 90% de la distance.